# Impact Wrestling Hard to Kill
 (novembre 2022).
Si vous disposez d'ouvrages ou d'articles de référence ou si vous connaissez des sites web de qualité traitant du thème abordé ici, merci de compléter l'article en donnant les références utiles à sa vérifiabilité et en les liant à la section « Notes et références ».
Impact Hard to Kill est un événement de catch (lutte professionnelle) produite par la promotion américaine, Impact ! Wrestling. 

## Historique des Hard to Kill
| # | Événement           | Date            | Ville               | Lieu             | Main Event |
| - | ------------------- | --------------- | ------------------- | ---------------- | --- |
| 1 | Hard to Kill (2020) | 12 janvier 2020 | Dallas (Texas)      | The Bomb Factory | Sami Callihan (c) contre Tessa Blanchard pour le Impact World Championship                                                                            |
| 2 | Hard to Kill (2021) | 16 janvier 2021 | Nashville, Tenessee | Skyway Studios   | Kenny Omega & The Good Brothers (Karl Anderson & Doc Gallows) (avec Don Callis) contre Chris Sabin, Moose & Rich Swann dans un Six-man tag team match |
| 3 | Hard to Kill (2022) | 8 janvier 2022  | Dallas (Texas)      | The Bomb Factory | Mickie James (c) contre Deonna Purrazzo pour le Impact Knockouts Championship                                                                         |
| 3 | Hard to Kill (2023) | 13 janvier 2022 | Atlanta (Géorgie)   | Center Stage     | Josh Alexander (c) contre Bully Ray pour le Impact World Championship                                                                                 |